# Faaker See
Le Faaker See (en slovène : Baško jezero) est un lac autrichien situé dans le land de Carinthie. D'une superficie de 2,2 km2, il est le 5e plus grand lac du pays. C'est un lieu populaire de vacances, connu pour ses eaux claires et turquoise.

## Géographie

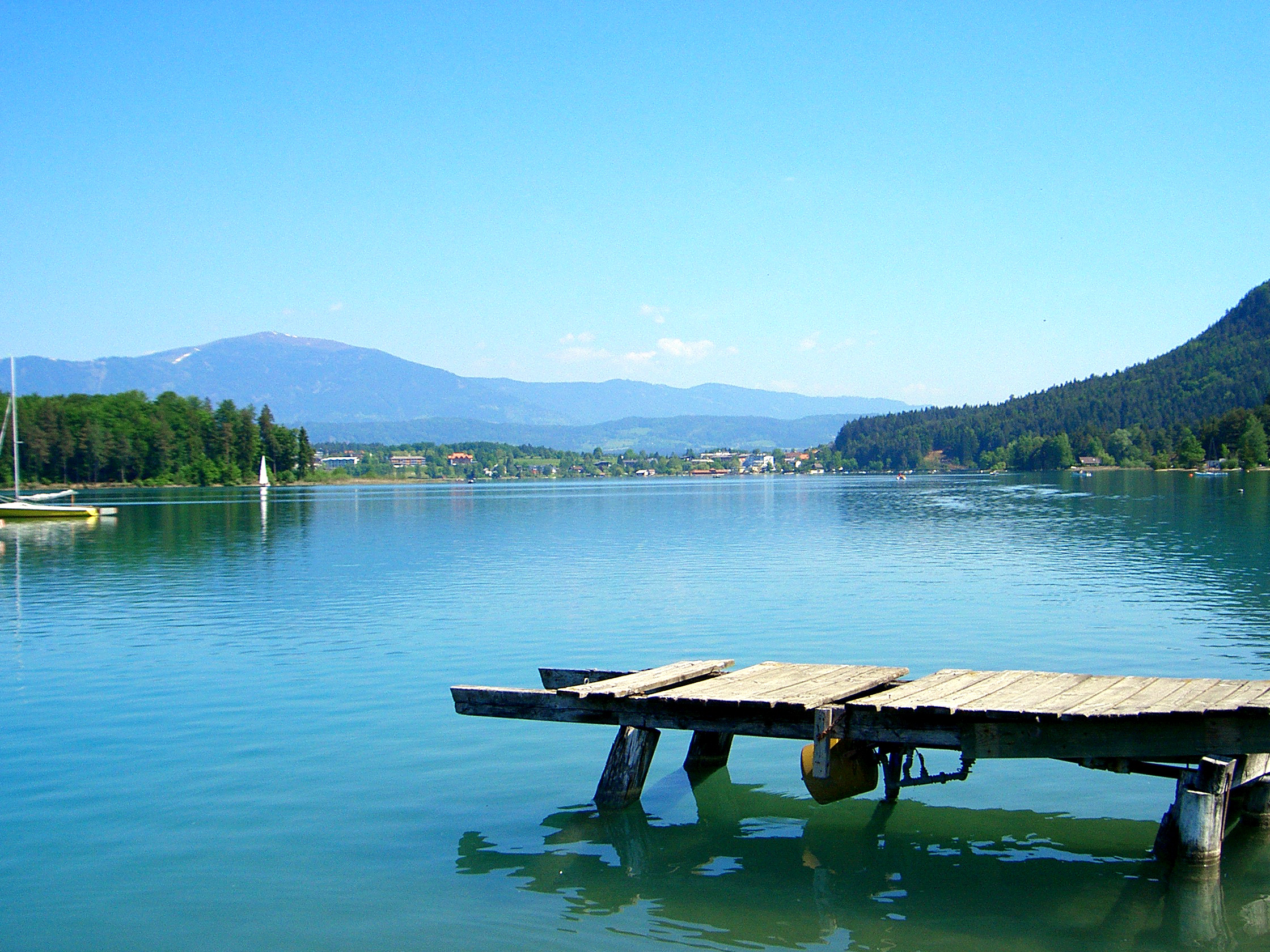
Au bord du lac

Le lac est situé au sud de Villach et de la Drave, sur le versant nord du Mittagskogel, un sommet des Karavanke. Les localités de Drobollach et Egg sur sa rive nord appartiennent à la ville de Villach, tandis que le village de Faak, qui lui a donné son nom, fait partie de la municipalité de Finkenstein.
Le bassin du lac est divisé en deux parties par une longue île. Des particules calcaires entraînées par les affluents ajoutent a l'eau la couleur turquoise. On y pêche surtout le corégone Lavaret, mais aussi le carpe, le brochet, le silure glane et le sandre. Le lac se trouvent sur une propriété privée (précédemment aux mains de la famille Wittgenstein), mais est accessible au public.

## Historique
En 1855, le Faaker See a inspiré le prêtre slovène Franc Treiber (en), né à Faak, pour la composition de la chanson « Nmav čez izaro » (Au-delà du lac) qui est rapidement devenue une des chansons slovènes les plus connues et est considérée aujourd'hui comme l'hymne non officiel des slovènes de Carinthie (en).

## Source
- (en) Cet article est partiellement ou en totalité issu de l’article de Wikipédia en anglais intitulé « Lake Faak » (voir la liste des auteurs).